# Línea 591 (Interurbanos Madrid)
La línea 591 de la red de autobuses interurbanos de Madrid une el intercambiador de Aluche (Madrid) con el campus de la Universidad Politécnica de Madrid en Montegancedo.

## Características
Esta línea une el intercambiador de Aluche con la ETSI Informáticos de la Universidad Politécnica de Madrid, en un trayecto de 15 minutos.
La línea no mantiene los mismos horarios todo el año, desde el 1 al 31 de julio se reducen el número de expediciones y se reducen aún más durante el mes de agosto. No presta servicio los fines de semana ni festivos.
Está operada por la Empresa Boadilla mediante la concesión administrativa VCM-502 - Madrid – Boadilla del Monte (Viajeros Comunidad de Madrid) del Consorcio Regional de Transportes de Madrid.

## Horarios

### 1 septiembre - 30 junio
| Lunes a viernes laborables lectivos    |                            |                            |                            |                            |                            |                            |                            |                            |                            |                            |                            |                            |                            |                            |                            |                            |                            |                            |                            |                            |                            |                            |                            |
| Madrid > ETSI Informáticos             | Madrid > ETSI Informáticos | Madrid > ETSI Informáticos | Madrid > ETSI Informáticos | Madrid > ETSI Informáticos | Madrid > ETSI Informáticos | Madrid > ETSI Informáticos | Madrid > ETSI Informáticos | Madrid > ETSI Informáticos | Madrid > ETSI Informáticos | Madrid > ETSI Informáticos | Madrid > ETSI Informáticos | ETSI Informáticos > Madrid | ETSI Informáticos > Madrid | ETSI Informáticos > Madrid | ETSI Informáticos > Madrid | ETSI Informáticos > Madrid | ETSI Informáticos > Madrid | ETSI Informáticos > Madrid | ETSI Informáticos > Madrid | ETSI Informáticos > Madrid | ETSI Informáticos > Madrid | ETSI Informáticos > Madrid | ETSI Informáticos > Madrid |
| 07                                     | 08                         | 09                         | 10                         | 11                         | 12                         | 13                         | 14                         | 15                         | 16                         | 17                         | 18                         | 10                         | 11                         | 12                         | 13                         | 14                         | 15                         | 16                         | 17                         | 18                         | 19                         | 20                         | 21                         |
| 30                                     | 00 30 45                   | 00 15 35                   | 05 35                      | 05 35                      | 05 35                      | 05 35                      | 05 35                      | 05 35                      | 05 35                      | 05 35                      | 15                         | 05 35                      | 05 35                      | 05 35                      | 05 35 55                   | 10 35                      | 05 35                      | 05 35                      | 05 35                      | 05 45                      | 30                         | 15                         | 15                         |
| Lunes a viernes laborables no lectivos |                            |                            |                            |                            |                            |                            |                            |                            |                            |                            |                            |                            |                            |                            |                            |                            |                            |                            |                            |                            |                            |                            |                            |
| Madrid > ETSI Informáticos             | Madrid > ETSI Informáticos | Madrid > ETSI Informáticos | Madrid > ETSI Informáticos | Madrid > ETSI Informáticos | Madrid > ETSI Informáticos | Madrid > ETSI Informáticos | Madrid > ETSI Informáticos | Madrid > ETSI Informáticos | Madrid > ETSI Informáticos | Madrid > ETSI Informáticos | Madrid > ETSI Informáticos | ETSI Informáticos > Madrid | ETSI Informáticos > Madrid | ETSI Informáticos > Madrid | ETSI Informáticos > Madrid | ETSI Informáticos > Madrid | ETSI Informáticos > Madrid | ETSI Informáticos > Madrid | ETSI Informáticos > Madrid | ETSI Informáticos > Madrid | ETSI Informáticos > Madrid | ETSI Informáticos > Madrid | ETSI Informáticos > Madrid |
| 07                                     | 08                         | 09                         | 10                         | 11                         | 12                         | 13                         | 14                         | 15                         | 16                         | 17                         | 18                         | 10                         | 11                         | 12                         | 13                         | 14                         | 15                         | 16                         | 17                         | 18                         | 19                         | 20                         | 21                         |
| 30                                     | 15 45                      | 15                         | 15                         | 25                         | 25                         | 25                         | 25                         | 25                         | 25                         | 25                         |                            |                            | 05                         | 05                         | 05                         | 05                         | 05                         | 05                         | 05                         | 05                         | 00 45                      | 30                         |                            |

### 1 - 31 julio, Semana Santa y Navidad
| Lunes a viernes laborables |                            |                            |                            |                            |                            |                            |                            |                            |                            |                            |                            |                            |                            |                            |                            |                            |                            |                            |                            |                            |                            |                            |                            |
| Madrid > ETSI Informáticos | Madrid > ETSI Informáticos | Madrid > ETSI Informáticos | Madrid > ETSI Informáticos | Madrid > ETSI Informáticos | Madrid > ETSI Informáticos | Madrid > ETSI Informáticos | Madrid > ETSI Informáticos | Madrid > ETSI Informáticos | Madrid > ETSI Informáticos | Madrid > ETSI Informáticos | Madrid > ETSI Informáticos | ETSI Informáticos > Madrid | ETSI Informáticos > Madrid | ETSI Informáticos > Madrid | ETSI Informáticos > Madrid | ETSI Informáticos > Madrid | ETSI Informáticos > Madrid | ETSI Informáticos > Madrid | ETSI Informáticos > Madrid | ETSI Informáticos > Madrid | ETSI Informáticos > Madrid | ETSI Informáticos > Madrid | ETSI Informáticos > Madrid |
| 07                         | 08                         | 09                         | 10                         | 11                         | 12                         | 13                         | 14                         | 15                         | 16                         | 17                         | 18                         | 10                         | 11                         | 12                         | 13                         | 14                         | 15                         | 16                         | 17                         | 18                         | 19                         | 20                         | 21                         |
| 30                         | 15 45                      | 15                         | 15                         | 25                         | 25                         | 25                         | 25                         | 25                         | 25                         | 25                         |                            |                            | 05                         | 05                         | 05                         | 05                         | 05                         | 05                         | 05                         | 05                         | 00 45                      | 30                         |                            |

### 1 - 31 agosto
| Lunes a viernes laborables |                            |                            |                            |                            |                            |                            |                            |                            |                            |                            |                            |                            |                            |                            |                            |                            |                            |                            |                            |                            |                            |                            |                            |
| Madrid > ETSI Informáticos | Madrid > ETSI Informáticos | Madrid > ETSI Informáticos | Madrid > ETSI Informáticos | Madrid > ETSI Informáticos | Madrid > ETSI Informáticos | Madrid > ETSI Informáticos | Madrid > ETSI Informáticos | Madrid > ETSI Informáticos | Madrid > ETSI Informáticos | Madrid > ETSI Informáticos | Madrid > ETSI Informáticos | ETSI Informáticos > Madrid | ETSI Informáticos > Madrid | ETSI Informáticos > Madrid | ETSI Informáticos > Madrid | ETSI Informáticos > Madrid | ETSI Informáticos > Madrid | ETSI Informáticos > Madrid | ETSI Informáticos > Madrid | ETSI Informáticos > Madrid | ETSI Informáticos > Madrid | ETSI Informáticos > Madrid | ETSI Informáticos > Madrid |
| 07                         | 08                         | 09                         | 10                         | 11                         | 12                         | 13                         | 14                         | 15                         | 16                         | 17                         | 18                         | 10                         | 11                         | 12                         | 13                         | 14                         | 15                         | 16                         | 17                         | 18                         | 19                         | 20                         | 21                         |
|                            | 00                         | 00                         | 00                         | 30                         | 30                         |                            |                            |                            |                            |                            |                            |                            | 00                         | 00                         |                            | 10                         | 00                         |                            |                            |                            |                            |                            |                            |

## Recorrido y paradas

### Sentido ETSI Informáticos
| Código | Zona | Localidad          | Denominación                            | Líneas de la parada                                        | Metro / Cercanías |
| ------ | ---- | ------------------ | --------------------------------------- | ---------------------------------------------------------- | ----------------- |
| 08380  |      | Madrid             | Intercambiador de Aluche                | 482 483 485 487 491 492 493 561 561A 561B 563 591          | Aluche            |
| 08458  |      | Madrid             | Av. Poblados - Empalme                  | 560 561 561A 561B 562 563 564 571 572 574 591              | Empalme           |
| 08409  |      | Madrid             | Ctra. Cchel. a Aravaca - Colonia Jardín | 510A 532 560 561 561A 561B 562 563 564 571 572 573 574 591 | Colonia Jardín    |
| 19375  |      | Pozuelo de Alarcón | Ctra. M-40 - Cuartel de Artillería      | 591                                                        |                   |
| 17566  |      | Pozuelo de Alarcón | Gta. F - Usoc Aeronáutica               | 591 865                                                    |                   |
| 17574  |      | Pozuelo de Alarcón | C - Servicios Centrales                 | 591 865                                                    |                   |
| 08411  |      | Pozuelo de Alarcón | Badajoz - ETSI Informáticos             | 591                                                        |                   |

### Sentido Madrid (Aluche)
| Código | Zona | Localidad          | Denominación                              | Líneas de la parada                                        | Metro / Cercanías |
| ------ | ---- | ------------------ | ----------------------------------------- | ---------------------------------------------------------- | ----------------- |
| 08411  |      | Pozuelo de Alarcón | Badajoz - ETSI Informáticos               | 591                                                        |                   |
| 17575  |      | Pozuelo de Alarcón | C - Servicios Centrales                   | 591                                                        |                   |
| 17567  |      | Pozuelo de Alarcón | Gta. F - Usoc Aeronáutica                 | 591                                                        |                   |
| 08777  |      | Pozuelo de Alarcón | Ctra. M-501 - Pol. Ind. Ventorro del Cano | 510A 532 571 573 574 591                                   |                   |
| 08410  |      | Madrid             | Ctra. Cchel. a Aravaca - Colonia Jardín   | 510A 532 560 561 561A 561B 562 563 564 571 572 573 574 591 | Colonia Jardín    |
| 3592   |      | Madrid             | Avenida de los Poblados-Empalme           | 36 H 561 561A 561B 562 563 564 571 572 574 591             | Empalme           |
| 08380  |      | Madrid             | Intercambiador de Aluche                  | 482 483 485 487 491 492 493 561 561A 561B 563 591          | Aluche            |